# Jaera posthirsuta
Jaera posthirsuta is een pissebed uit de familie Janiridae. De wetenschappelijke naam van de soort is voor het eerst geldig gepubliceerd in 1949 door Forsman.